# Threlkeld

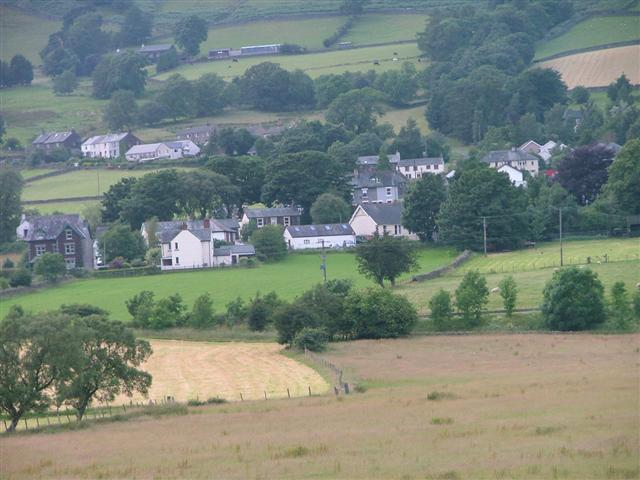
Threlkeld

Threlkeld ist ein Dorf im Lake District, östlich von Keswick. Es liegt am südlichen Fuß des Blencathra, einer der bekannteren Berge im nördlichen Lake District und nördlich des Glenderamackin.
Siedlungsspuren in der Umgebung des Ortes gehen auf die Eisenzeit zurück. Der Name des Ortes soll sich aus der Altnordischen Sprache herleiten.
Von 1870 bis 1982 wurde im Threlkeld Quarry Granit abgebaut. Das Threlkeld Quarry and Mining Museum befindet sich in der Nähe des Ortes auf der gegenüberliegenden Seite des Tals am Fuß des Clough Head.
In Threlkeld gab es eine Haltestelle der Cockermouth, Keswick and Penrith Railway.
Der Blease Gill, hier im Unterlauf Kilnhow Beck genannt, fließt durch Threlkeld.